# Prosper Hanrez
François Auguste Prosper Hanrez, né le 14 novembre 1842 à Tirlemont et décédé le 22 août 1920 à Uccle fut un homme politique libéral belge.
Hanrez fut industriel et ingénieur des Mines; collaborateur direct des frères Solvay.
Il fut élu conseiller communal de Saint-Gilles (Bruxelles), conseiller provincial de la province de Brabant et sénateur de l'arrondissement de Bruxelles.

## Sources
- Liberaal Archief